# بانک مرکزی مونته‌نگرو
بانک مرکزی مونته‌نگرو (انگلیسی: Centralna Banka Crne Gore) شرکت خدمات مالی و بانکداری مونته‌نگرویی است، که در سال ۲۰۰۱ تأسیس شد.